# 思波綺
TSUBAKI（日语：ツバキ，中文譯為思波綺），是日本化妝品廠資生堂於2006年3月推出的洗髮精品牌。

## 概要
廣告找來許多平面模特兒，廣告歌為SMAP的〈Dear WOMAN〉。因此也數度在SMAP的節目中出現，在表參道Hills展開首場活動，也在全國各個街頭巷尾發放樣品組以作為宣傳。資生堂投入史上最高的廣告宣傳廣告費用50億日圓，資生堂對該品牌的重視可見一斑。隨著以往市川崑以明朝字體為主的廣告作品風格，獲得女性消費者的青睞，被稱為「奢華的廣告」，銷路也相當好。設定一年內達到銷售額100億日圓，但在剛發售一個月內銷售額便達到了40億日圓，市場佔有率最高。連佔有率第四的資生堂也一口氣衝上化妝品市場佔有率的第一名。
2008年春天改良新發售。同時也推出了洗髮乳·潤髮乳的補充包。

## 商品系列

### 紅TSUBAKI
- 奢耀艷澤洗髮乳（220ml/550ml/補充包400ml）
- 奢耀艷澤潤髮乳（220ml/550ml/補充包400ml）
- 奢耀艷澤護髮霜
- 高純度椿蜜美髮膜

從髮根到髮尾，艷澤閃耀動人。
每一根秀髮都充滿柔嫩彈性，散發無比生命力。
在轉身回眸之間，流動鮮明耀動的艷髮魅力。

### 白TSUBAKI
- 極緻修護洗髮乳（220ml/550ml/補充包400ml）
- 極緻修護潤髮乳（220ml/550ml/補充包400ml）
- 極緻修護護髮霜（受損髮適用）

無微不至，呵護受傷的秀髮。
從髮根到髮尾，極上艷澤，賦予秀髮全新的活力，
指間也沉醉在無比光滑的秀髮中。

### 金TSUBAKI
- 頭皮養護洗髮乳（550ml/補充包400ml）
- 頭皮養護潤髮乳（550ml）
- 頭皮SPA按摩護髮霜（180g）
- 深層快感洗髮精（280ml）
- 頭皮SPA按摩精華免沖洗（130g）

## 競爭商品
- Lux麗仕－Unilever Japan聯合利華·日本（ユニリーバ・ジャパン）
- PANTENE潘婷－寶鹼（P&G）
- ICHIKAMI（日语：いち髪） - Kracie葵緹亞（クラシエホームプロダクツ）
- ASIENCE阿姬恩絲（日语：アジエンス）－花王（花王）

## 主要代言人
| - 相澤紗世 - 内田恭子 - 瀧川克里斯特爾 - 水原希子 | - 生方ななえ - 吹石一惠 - 蛯原友里 | - 荒川静香 - 香里奈 - 田中麗奈 | - 堀北真希 - 小嶋陽菜 - 杏 | - 黑木美沙 - 上原多香子 - 原田夏希 - 森泉 |

## 金TSUBAKI代言人
| - 廣末涼子 - 蒼井優 - 竹内結子 | - 仲間由紀惠 - 觀月亞里莎 - 鈴木京香 |

## 廣告
以日本播出為主
- 2006年3月30日－「春·宣言」篇放映開始。
- 2006年5月19日－「春·體感」篇放映開始。
- 2006年6月30日－「夏·宣言」篇放映開始。
- 2006年9月30日－「感謝日本女性。」篇放映開始。
- 2007年1月1日－「新春」篇放映開始。
- 2007年4月2日－「美髮髮膜」篇放映開始。
- 2007年4月11日－「'07 TSUBAKI 春」篇放映開始。
- 2007年7月27日－「'07 TSUBAKI 光」篇放映開始。
- 2007年9月18日－「白TSUBAKI誕生」篇放映開始。
- 2008年3月28日－「新TSUBAKI 紅」「新TSUBAKI 白」篇放映開始。
- 2009年10月2日－「'09秋·實力篇」篇放映開始。
- 2010年3月 - 「金TSUBAKI 誕生」篇放映開始。

## 外部連結
- （日語）資生堂「TSUBAKI」 （页面存档备份，存于）